# 적성 외국인
적성 외국인, 적국인, 적국적 거류 외국인(enemy alien)은 국제관습법에서 국내 국가나 정부가 충돌하면서 체포, 제지, 확보 및 제거될 수 있는 모든 외국 국가나 정부의 원주민, 시민, 영주권자 또는 주체이다. 일반적으로 해당 국가는 전쟁을 선포한 상태이다.

## 오스트레일리아
오스트레일리아에서는 제2차 세계대전이 발발하자 유대인 난민과 나치를 피해 도망친 사람들이 독일 신분증을 가지고 오스트레일리아에 도착하면 '적성 외국인'으로 분류되었다. 1939년 오스트레일리아 법은 독일인이거나 독일에서 태어난 오스트레일리아인인 경우 "적성 외국인"으로 지정했다. 나중에는 이탈리아인과 일본인도 다루었다. 따라서 오스트레일리아 정부는 그들을 때로는 전쟁이 끝날 때까지 몇 년 동안 격리된 타투라 수용소 3 D와 같은 수용소에 수용했다. 이 수용소에는 약 300명의 수감자를 수용하여 "적성 외국인"으로 간주되었으며, 대부분은 2세 미만의 어린이를 포함한 가족이었다. 20년 후 윔블던 테니스에서 그녀를 인턴으로 삼았던 국가를 대표했던 에바 둘디그와 같은 나이이다.
그 수용소는 1940년에 문을 열었다. 이 수용소는 빅토리아주 북부의 셰퍼턴 근처에 위치해 있었다. 그곳에는 무장군인들이 망루를 배치하고 철조망으로 둘러싸인 수용소를 탐조등으로 감시했고, 다른 무장군인들이 수용소를 순찰했다. 억류된 많은 사람들이 자신들이 유대인 난민(예: 칼 둘디그, 슬라바 둘디그 및 그들의 유아)이므로 부당하게 투옥되었다는 점을 강조하면서 오스트레일리아 정치인에게 청원했지만 효과가 없었다.

## 캐나다
전쟁 조치법(War Measures Act)은 전쟁, 침략, 반란 기간 동안 억류를 규정한 캐나다 의회의 법령이었다. 이 법은 캐나다 역사상 세 번, 즉 1914년부터 1920년까지의 캐나다 최초의 국가 억류 작전 기간, 제2차 세계 대전 중 일본계 캐나다인 억류 기간, 그리고 1970년 10월 위기 때 발효되었다. 1988년에 이 법은 폐지되고 비상법으로 대체되었다.